# Пролив Пири (Канада)
Пролив Пи́ри (англ. Peary Channel) — пролив в акватории северо-западной части Канадского Арктического архипелага между островами Миен и Эллеф-Рингнес, в административном плане относящимися к территории Нунавут.
Бо́льшую часть года пролив полностью покрыт льдом. Он играет существенную роль в перемещении ледовых масс в данной части архипелага: в его акватории периодически образуются многослойные ледовые пробки. Соответственно, судоходного значения пролив не имеет.

## Географическое положение

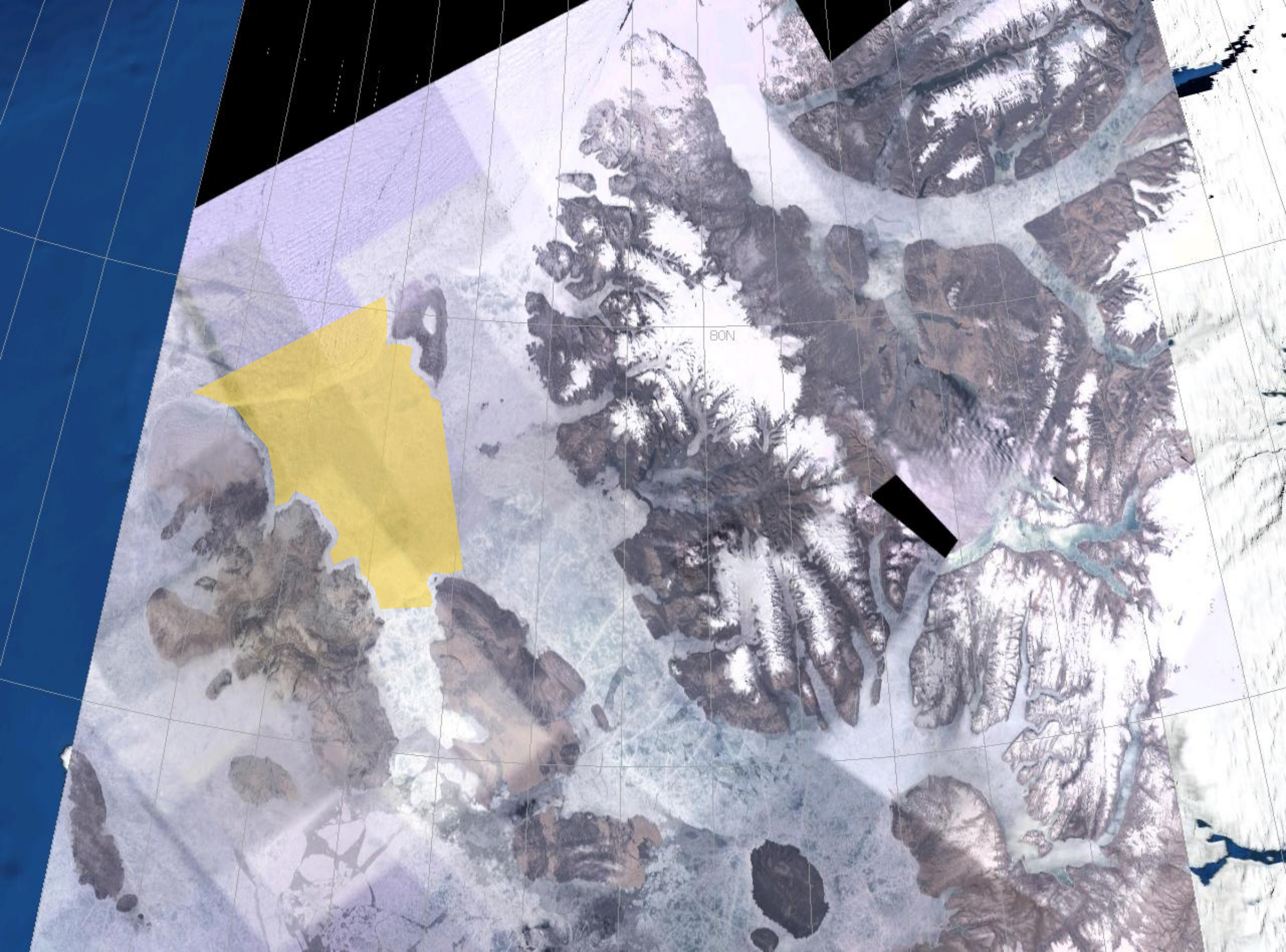
Пролив Пири на спутниковом снимке островов Свердруп

Пролив Пири находится в северо-западной части акватории Канадского Арктического архипелага. Разделяет остров Миен, находящийся с северо-восточной стороны, и северную часть острова Эллеф-Рингнес, расположенную на юго-западе. Оба острова относятся к архипелагу Свердруп, который, в свою очередь, входит в состав Островов Королевы Елизаветы. Пролив также омывает северную оконечность относящегося к тому же архипелагу острова Амунд-Рингнес — мыс Сверре, который служит юго-восточной границей его акватории.
Пролив вытянут с северо-запада на юго-восток. Длина составляет 193 км, минимальная ширина — 97 км. Северо-западный вход выводит пролив в Северный Ледовитый океан: границей проливной и океанской акваторий считается прямая линия, соединяющая мыс Исаксена на северном побережье острова Эллеф-Рингнес и безымянную точку на северо-западном побережье Миена. В восточной части его акватория смыкается с акваторией пролива Свердрупа: границей двух проливов считается прямая линия между упомянутым мысом Сверре на Амунд-Рингнесе и мысом Депарчер-Пойнт — крайней южной точкой острова Миен. С юга смыкается с акваторией пролива Хасселя, который фактически служит продолжением пролива Пири: их границей является прямая линия между мысом Сверре и мысом Каир, находящимся на острове Эллеф-Рингнес на одной широте с ним.
Глубины по фарватеру пролива порядка 200—500 метров, допускается существование участков глубиной до 700 метров. Линия побережья со стороны острова Миен относительно ровная, со стороны острова Эллеф-Рингнес изрезана несколькими фьордами, крупнейшими из которых являются фьорд Луизы у основания полуострова Исаксена.
В административном плане все территории, омываемые заливом, относятся к региону Кикиктани канадской территории Нунавут.
В конце 1990-х годов у северо-восточного края пролива проходил «дрейф» Северного магнитного полюса Земли, перемещающегося из Северной Америки в сторону евразийского побережья.

## Природные условия и освоение побережья

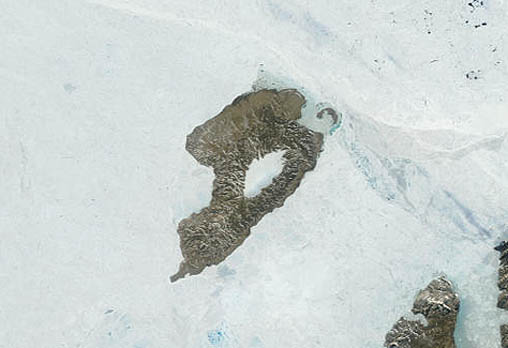
Пролив Пири, покрытый льдом, находится слева от острова Миен, расположенного в центре спутникового снимка

Пролив находится в зоне Крайнего Севера, отличающейся особо суровым арктическим климатом. Большую часть года он покрыт льдом. Вскрывается, как правило, лишь частично — обычно не раньше середины июня, ледостав происходит в конце сентября — начале октября, а период максимального освобождения ото льда обычно приходится на начало сентября. Является одной из важнейших артерий в акватории этой части Канадского Арктического архипелага, обеспечивающей перемещение ледовых масс как из Северного Ледовитого океана на юг, так и в обратном направлении. В ходе ледохода в проливе периодически возникают особо мощные даже по меркам этого региона ледовые заторы, сохраняющиеся обычно в течение нескольких лет. Эти многослойные заторы, получившие среди специалистов название «ледяной пробки проливов Пири и Свердрупа» (англ. Peary-Sverdrup ice plug), как и в целом ледовый режим данной акватории, являются предметом изучения канадских гляциологов и океанологов. С учетом подобного ледового режима судоходное значение пролива абсолютно минимально.
Берега пролива Пири в основном возвышенные, местами обрывистые, сложены базальтовыми породами, местами покрыты ледниками. Периодически происходит сползание береговых льдов в воды пролива. Ни на одном из островов, разделяемых проливом, нет и, очевидно, ни в какие периоды новой истории не было постоянного населения. В хозяйственном плане берега практически не освоены. В северной части острова Эллеф-Рингнес в 1948—78 годах действовала метеорологическая станция «Исаксен», находившаяся в совместном ведении министерства транспорта Канады и метеорологической службы США, которая впоследствии была переведена на остров Резольют.